# Rattus osgoodi
Rattus osgoodi är en däggdjursart som beskrevs av Guy G. Musser och Wesley Newcomb 1985. Rattus osgoodi ingår i släktet råttor och familjen råttdjur. IUCN kategoriserar arten globalt som livskraftig. Inga underarter finns listade i Catalogue of Life.
Denna råtta lever endemisk i södra Vietnam. Vanligast är arten i områden med gräs eller buskar som ligger nära skogar eller jordbruksmark. Individerna vistas främst på marken.